# Krzyżanów (Piotrków)
Pour les articles homonymes, voir Krzyżanów.
Krzyżanów (prononciation [kʂɨˈʐanuf]) est un village de la gmina de Wola Krzysztoporska, du powiat de Piotrków, dans la voïvodie de Łódź, situé dans le centre de la Pologne.

## Administration
De 1975 à 1998, le village était attaché administrativement à l'ancienne voïvodie de Piotrków.

Depuis 1999, il fait partie de la nouvelle voïvodie de Łódź.